# White Mountains (New Hampshire)
White Mountains (česky  Bílé hory) je pohoří ve státě New Hampshire a částečně i na západě státu Maine, na severovýchodě Spojených států amerických. Pohoří je součást severní části Appalačského pohoří. Nejvyšší vrchol Mount Washington (1 917 m) je také nejvyšší horou Severních Appalačí. Dalších 48 hor má nadmořskou výšku přes 1 200 m. White Mountains jsou nejhornatější oblastí v Nové Anglii. Vzhledem k blízkosti metropolí Bostonu, New Yorku a Montrealu jsou oblíbenou turistickou destinací. Známý je systém horských chat provozovaných Appalačským turistickým klubem (Appalachian Mountain Club).

## Geografie
Pohoří tvoří několik nepravidelných a nesouvislých horských skupin, které vystupují nad okolní vrchovinu. Bílé hory se rozkládají ze severovýchodu na jihozápad. Hory jsou tvořeny magmatickými granity a jsou vymodelovány ledovci. Nachází se zde velké množství širokých karů.